# Avenida Teniente Luis Cruz Martínez
La Avenida Teniente Luis Cruz Martínez es una arteria de gran importancia en el sector poniente de Santiago.
Se extiende por 5,18 km en dirección norte-sur, uniendo a Cerro Navia, Lo Prado, Pudahuel y Maipú.
Esta avenida es límite comunal de Pudahuel y Cerro Navia entre Avenida José Joaquín Pérez y Avenida San Francisco; de Pudahuel y Lo Prado entre Avenida San Francisco y la Ruta CH-68; y Pudahuel
y Maipú entre el canal Ortuzano y Avenida Pajaritos.
Simplemente conocida como Teniente Cruz, comienza de una Bifurcación con Avenida Huelén en Cerro Navia. Al inaugurarse el nuevo Hospital Clínico Félix Bulnes en el sector, la avenida quedó en un solo sentido, hacia el sur. 
Siguiendo su trayecto pasa por el Mercado Persa Teniente Cruz donde se concentra un variado comercio local, la Avenida San Pablo antiguo camino a Valparaíso, el Estadio Modelo perteneciente a Pudahuel, la Ruta CH-68 actual Autopista a Valparaíso; el sector "Pudahuel Sur", el "Callejón de los perros" a un costado del canal Ortuzano división con la comuna de Maipú y Avenida Pajaritos.
Con motivo de la extensión de la Línea 5 hacia Maipú, cuenta con 3 estaciones: Pudahuel, Barrancas y Laguna Sur.
- Datos: Q5714112